# PWS–54
A PWS–54 a Podlasiei Repülőgépgyárban (PWS) az 1930-as évek elején tervezett és épített egymotoros, háromszemélyes lengyel posta- és utasszállító repülőgép. Csak egy prototípusa készült el.

## Története
A repülőgépet a PWS-nél Zbysław Ciołkosz vezetésével tervezték a lengyel Közlekedési Minisztérium felkérésére, mely egy négyszemélyes, gyors, az 1931-ben megépített PWS–24 teljesítményét felülmúló utasszállító és postarepülőgép megépítésére adott megbízást. A repülőgép fejlesztése során a jó aerodinamikai kialakításnak szenteltek jelentős figyelmet, ennek eredményeként a PWS–54 ugyanazzal a motorral 40 km/h-val lett gyorsabb, mint a PWS–24. A gép prototípusát 1932-ben építették meg, majd az SP-AHY lajstromjelű géppel 1933 elején hajtották végre az első felszállást Biala Podlaskában.
1933-ban a gépet átadták a LOT Lengyel Légitársaságnak üzemi próbákra. A LOT azonban pár év használat után kivonta a forgalomból és visszaadta a gyárnak, mert a repülőgép nem felelt meg az elvárásoknak. Legfőbb fogyatékossága az alacsony hasznos terhelés volt.  Négy utassal a hatótávolsága csak 500 km volt, a tervezett 900 km-es hatótávolságot csak három utassal érte el. Ehhez járult még a gép nehéz vezethetősége, valamint a túl nagy kigurulási úthossz. Mindezek következtében a LOT utasszállításra nem használta, csak postajáratként üzemeltette, kis kihasználtsággal. A gép sorsát véglegesen az pecsételte meg, hogy az 1933-ban forgalomba állított PWS–24 erősebb motorral felszerelt változata, a PWS–24bis ugyanazt a teljesítményt nyújtotta, mint a PWS–54.

## Szerkezeti kialakítása és műszaki jellemzői
A PWS–54 hagyományos aerodinamikai kialakítású, felsőszárnyas, vegyes építésű (fa–fém) repülőgép. A törzs acélszerkezetű, melyet vászonnal borítottak. A szabadonhordó, trapéz alakú, a végein elliptikusan lekerekített, egyrészes, két főtartós szárny fából készült, melyet vászonnal borítottak.  Futóműve hárompontos, a főfutó rugóstagja a szárnyhoz csatlakozik. A főfutó kerekei áramvonalas burkolatot kaptak, melyen aerodinamikai fékeket helyeztek el. A törzs középső részén, a szárnyak alatt helyezték el az 1,8 m × 1,05 m × 1,25 m méretű utaskabint, melyben három utas számára alakítottak ki üléseket. Az utaskabin mindkét oldalán volt ajtó. A pilótafülke az utaskabin, illetve a szárnyak előtt, magasan helyezkedett el. A gép orr-részébe a Škoda lengyelországi vállalata által gyártott Škoda–Wright Whirlwind J–5 típusú kilenchengeres csillagmotort építették be, mely felszállásnál 240 LE maximális teljesítményt biztosított, normál utazósebességnél pedig 220 LE névleges teljesítményt adott le. A motor köré az áramlás javítása érdekében Townend-gyűrűt építettek. A csillagmotor egy változtatható állásszögű, kéttollú fém légcsavart hajtott. 320 l-es üzemanyagtartályát a szárny középső részében helyezték el. Átlagos üzemanyag-fogyasztása az utazósebesség mellett 60 l/h volt.

## Műszaki adatai

### Tömeg- és méretadatok
- Fesztáv: 12,3 m
- Hossz: 9,24 m
- Szárnyfelület: 21,3 m²
- Magasság: 2,53 m
- Üres tömeg: 940 kg
- Legnagyobb felszállótömeg: 1530 kg
- Hasznos terhelés: 590 kg

### Motorok
- Motor típusa: Škoda–Wright Whirlwind J–5 kilenchengeres csillagmotor
- Motorok száma: 1 db
- Maximális teljesítmény: 179 kW (240 LE)
- Névleges teljesítmény: 164 kW (220 LE)

### Repülési adatok
- Gazdaságos utazósebesség: 200 km/h
- Maximális sebesség: 231 km/h
- Leszálló sebesség: 102 km/h
- Emelkedőképesség: 4,5 m/s
- Szárny felületi terhelése: 72 kg/m²
- Maximális utazómagasság: 4000 m
- Hatótávolság: 900 km

## Hasonló repülőgépek
- PWS–24

## Külső hivatkozások
A PWS–54 az Ugolok nyeba (airwar.ru) oldalán, oroszul